# Majhauli Raj
Majhauli Raj è una suddivisione dell'India, classificata come nagar panchayat, di 17.200 abitanti, situata nel distretto di Deoria, nello stato federato dell'Uttar Pradesh.